# سيدني دي. كيركباتريك
سيدني دي. كيركباتريك (بالإنجليزية: Sidney D. Kirkpatrick)‏ (1955)؛ مؤرخ وروائي أمريكي.